# حمى الوادي المتصدع
حمى الوادي المتصدِّع (بالإنجليزية: Rift Valley fever)‏ مرض فيروسي حيواني المنشأ يصيب الحيوانات (الأغنام والماعز) في المقام الأول، كما يصيب البشر. ويمكن للعدوى أن تسبِّب مرضاً وخيماً لكلٍّ من الحيوانات والبشر. كما يؤدِّي المرض إلى خسائر اقتصادية فادحة بسبب الوفيات وحالات الإجهاض التي تحدث بين الحيوانات التي تصاب بالحمى في المزارع.
ينتمي فيروس حمى الوادي المتصدِّع إلى جنس الفيروسات الفاصدة Phlebovirus، وهي أحد الأجناس الخمسة في فصيلة الفيروسات البونية Bunyaviridae. وقد تم تحديد الفيروس لأول مرة في عام (1931) أثناء تحرِّي وباء انتشر بين الأغنام في إحدى المزارع في الوادي المتصدِّع، في كينيا. ومنذ ذلك الحين، تم التبليغ عن فاشيات في بلدان جنوب الصحراء وشمال أفريقيا. وفي عامَيْ 1997 و1998 وقعت فاشية كبرى في كينيا والصومال وتنـزانيا. وفي أيلول/سبتمبر 2000 تم تأكيد حالات من حمى الوادي المتصدِّع في السعودية واليمن، وكانت هذه الحالات أول وقوع للمرض تم التبليغ عنه خارج القارة الأفريقية، حيث أثارت قلقاً من إمكانية امتداد المرض إلى مناطق أخرى في آسيا وأوروبا. وهو مرض معدٍ ينتقل أساسا عن طريق وخزة بعوضيات مصابة بالفيروس، وينقلها للإنسان فتظهر عليه أعراض الحمى والنزيف (1-3% من الحالات).

## تاريخ المرض وانتشاره

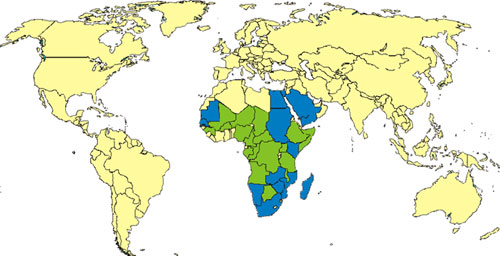
توزع حمى الصادع في أفريقيا وشبه الجزيرة العربية. يشير اللون الأزرق إلى البلدان التي يستوطن فيها المرض، أي التي تحدث فيها فاشيات هامة، واللون الأخضر إلى البلدان التي تحدث فيها حالات فردية أو يتم عزل الفيروس أو كشف الإيجابية المصلية

ظهر مرض حمى الوادي المتصدّع لأول مرة في كينيا عام 1915، وتم عزل الفيروس عام 1931.
انتشر في أفريقيا (الصحراء الكبرى)بخاصة، لكن تم تسجيل حالة وبائية خطيرة في الفترة ما بين 1977 إلى 1978، حيث أصيب الملايين وتوفي الآلاف في كينيا، عام 1998 توفي ما يزيد عن 400 كيني مصاب جرّاء الإصابة بالفيروس. وفي سبتمبر 2000 انتشر الفيروس شرقاً وتم تسجيل عدة حالات في السعودية واليمن. في 2007-2008 انتشر في دول أفريقيا الشرقية في مدغشقر وجزر القمر.
من العوامل المساعدة في انتشار المرض الاحترار العالمي، حالات الالتهاب الشديدة للحيوانات المصابة، وجود العديد من الحيوانات الناقلة للفيروس (خاصة في حوض البحر الأبيض المتوسط)، إذ اعتبرت منظمة الصحة العالمية أن المناخ المعتدل يساعد على انتشار المرض بسرعة.

## العلامات والأعراض
قد لا يصاحب المرض أية أعراض، وقد يظهر من خلال أعراض كالحمّى والصداع وآلام العضلات وخلل في وظائف الكبد وحالة إعياء شديدة وآلام في الظهر والدوار ونقصان الوزن في بداية المرض. وفي 1-3 بالمائة من الحالات، قد يتطور المرض إلى حالات خطيرة تتضمن التهاب الدماغ، التهاب كبدي، الحمى النزفية الفيروسية (في 2% من الحالات)، التهاب السحايا، التهاب شبكية العين، لكن في معظم الحالات يتعافى المصاب خلال يومين إلى 7 أيام من بداية المرض. هذا ويشار إلى أن نحو 1% من المصابين يموتون. لكن المخاطر المرافقة للمرض في المواشي تكون أكبر وأكثر تأثيراً.
- من علاماته الإكلينيكية:
  - إجهاض في الحوامل
  - ارتفاع الحرارة
  - نفوق في الحيوانات الصغيرة
  - أعراض شبيهة بالإنفلونزا في الإنسان
  - الانتقال (ينتقل بالبعوض)

## مسببات المرض وطرق انتقاله
يسبب هذا المرض فيروس من جنس فليبوفيروس phlebovirus ينتمي إلى عائلة الفيروسات البانيوية (Bunyaviridae) ومن مجموعة أربوفيروس Arbovirus. وينتقل عن طريق لسعات البعوض الناقل للمرض مثل (أيدس Aedes والكيولكس Culex،  كما تنتقل العدوى عن طريق ملامسة دم أو سوائل وأنسجة الحيوانات المصابة، أو عن طريق استنشاق الرذاذ المتطاير من أنسجة الحيوانات المصابة أو أجنتها.
ويشار إلى أنه قد تم عزل الفيروس المسبب للمرض من نوعين من الخفافيش.
تنجم الغالبية العظمى من العدوى التي تصيب البشر من التماس المباشر أو غير المباشر مع دم أو أعضاء الحيوانات المصابة. ويمكن للفيروس أن ينتقل إلى البشر عن طريق لمس أنسجة الحيوانات أثناء الذبح والتقطيع، أو أثناء المساعدة في ولادة الحيوانات، أو أثناء القيام بإجراءات بيطرية، أو نتيجة التخلُّص من جثث الحيوانات أو أجنتها. ولذلك تعتبر بعض الفئات المهنية، مثل المربين، والمزارعين، والعاملين في المجازر، والأطباء البيطريِّـين، شديدة التعرُّض لمخاطر العدوى. ويصاب البشر بالفيروس عن طريق التلقيح، وذلك من خلال جرح الجلد بسكين ملوَّثة أو بملامسة جلد مصاب، أو باستنشاق الضبوب الناتجة عن ذبح حيوانات مصابة. وقد أدَّت طريقة الانتقال من خلال الضبوب إلى إصابة العاملين في المختبرات بالعدوى.
توجد بعض البيِّنات على إمكانية إصابة البشر أيضاً بالعدوى بهذه الحمى، عن طريق شرب اللبن من الحيوانات المصابة وغير المبستر أو غير المغلي.
قد نجمت العدوى البشرية أيضاً عن لدغات البعوض المصاب، ولاسيَّما البعوض من جنس الزاعجة.
من الممكن أيضاً أن ينتقل فيروس الحمى عن طريق الذباب الماص للدم.
لم توثـَّق حتى الآن أي حالة انتقال لحمى الوادي المتصدِّع من البشر إلى البشر، ولم يبلَّغ عن انتقال هذه الحمى إلى العاملين بالرعاية الصحية عند اتِّخاذ الاحتياطات العادية لمكافحة العدوى.
لا توجد بيِّنات على وقوع فاشيات لحمى الوادي المتصدِّع في المناطق الحضرية.

## السمات السريرية في البشر
الشكل الخفيف لحمى الوادي المتصدِّع في البشر
- تـتراوح مدة حضانة حمى الوادي المتصدِّع (الفتـرة من العدوى وحتى بداية ظهور الأعراض) من يومَيْن إلى ستة أيام.
- يعاني المصابون بالعدوى إما من أعراض يتعذَّر اكتشافها، وإما من شكل خفيف من المرض تميِّزه متلازمة حُمَّوية، مع ظهور مفاجئ لحمى شبيهة بالإنفلونزا، وآلام في العضلات، وآلام في المفاصل، وصداع.
- يعاني بعض المرضى من تيبُّس الرقبة، والحساسية للضوء، وفقدان الشهية، والقيء. وفي المراحل المبكرة للمرض قد يُظَنّ أن هؤلاء المرضى مصابون بالتهاب السحايا.
- عادةً ما تستمر أعراض حمى الوادي المتصدِّع مدة 4 أيام إلى 7 أيام، تبدأ بعدها الاستجابة المناعية نتيجةً لظهور الأضداد، ويختفي الفيروس تدريجياً من الدم.

الشكل الوخيم لحمى الوادي المتصدِّع في البشر
- برغم أن معظم الحالات البشرية خفيفة نسبياً، تصاب نسبة مئوية قليلة من المرضى بشكل أشد وخامة من المرض. ويظهر ذلك في شكل واحدة من ثلاث متلازمات محدَّدة: مرض عيني (0.5 – 2% من المرضى)، أو التهاب السحايا والدماغ (أقل من 1%)، أو حمى نزفية (أقل من 1%).
  - المرض العيني: في هذا الشكل من المرض يُلاحظ أن الأعراض الشائعة المقتـرنة بالشكل الخفيف من المرض تصاحبها آفات شبكية. وتبدأ الآفات العينية في الظهور بعد أسبوع إلى ثلاثة أسابيع من ظهور أول أعراض المرض. وعادةً ما يعاني المرضى من تغيُّم أو نقص الرؤية. وقد يختفي المرض من تلقاء نفسه دون ترك تأثيرات دائمة خلال 10 إلى 12 أسبوعاً. ومع ذلك، عندما تحدث الآفات في الشبكية يصاب 50% من المرضى بفقدان مستديم للرؤية. ولكن ليس من الشائع حدوث الوفاة بين المرضى المصابين فقط بالشكل العيني للمرض.
  - التهاب السحايا والدماغ: يبدأ هذا الشكل من المرض عادة بعد أسبوع إلى أربعة أسابيع من ظهور أول أعراض الحمى. وتشمل السمات السريرية الصداع الشديد، وفقدان الذاكرة، والهلوسة، واختلاط الذهن، والتوهان، والدُوار، والاختلاج، والنوام، والغيبوبة. وقد تظهر مضاعفات عصبية بعد ذلك (بعد أكثر من 60 يوماً). وينخفض معدل الوفاة بين المرضى الذين يعانون فقط من هذا الشكل من المرض، ولكن من الشائع أن يتخلف عنه قصور عصبي قد يكون وخيماً.
  - مرض الحمى النزفية: تظهر أعراض هذا الشكل من المرض بعد يومين إلى أربعة أيام من بداية العلة، وهي تبدأ ببيِّنات على اختلال وخيم في الكبد، مثل اليرقان. ويعقب ذلك ظهور علامات على النزف، مثل تقيئ الدم، ووجود الدم في البراز، والطفح الفرفري أو الكدمات (الناتجة عن النـزف في الجلد)، والنـزف من الأنف أو اللثة، وغزارة الطمث والنـزف من مواقع سحب الدم من الوريد. ويصل معدل الإماتة في الحالات بين المرضى المصابين بالشكل النـزفي للمرض إلى حوالي 50%. وتحدث الوفاة عادةً بعد ثلاثة أيام إلى ستة أيام من بداية ظهور الأعراض. ويمكن اكتشاف الفيروس في الدم لمدة تصل إلى 10 أيام في حالة المرضى المصابين بالشكل اليرقاني النـزفي لحمى الوادي المتصدِّع.

قد تفاوت معدل الإماتة الكلي في الحالات تفاوتاً كبيراً من وباء لآخر، ولكنه كان عموماً أقل من 1% في الحالات الموثـَّقة. وتحدث معظم الوفيات بين المرضى المصابين بالشكل اليرقاني النـزفي للمرض.

## العلاج
يتم علاج المرض بعدة طرق منها اللقاح ضد المرض باستخدام اللقاح الحي للأغنام مرة واحدة ومنها اللقاح النسيجي الميت للماشية والأغنام الحوامل ويعاد سنوياً، ومكافحة حشرة البعوض في طورها اليرقي والحشرة الكاملة في أماكن تواجدها وكذلك القوارض والفئران. ومن طرق الوقاية أن يتم مراعاة كافة التدابير والإجراءات الوقائية والصحية أثناء التعامل مع الحيوانات المصابة من قبل جميع العاملين في المراعي أو في المسالخ.
يشار إلى أن الولايات المتحدة قد أقرّت مطعوماً للحيوانات يعطى بشروط.
نظراً لأن معظم الحالات البشرية لحمى الوادي المتصدِّع خفيفة نسبياً وقصيرة المدة، لا يحتاج هؤلاء المرضى معالجة معينة. أما في الحالات الأكثر وخامة، فتعتبر المعالجة الشائعة معالجة داعمة عامة.

### تلقيح الحيوانات
عام 1989، قام الباحث الفرنسي جون فرانسوا سالوزو بعزل طفرة جينية طبيعية من الفيروس المسبب للحمى، سمي بـ Clone 13
وتم إظهار الطفرة على أنها عملية شطب لجينات مسؤولة عن تركيب بروتين، فيتألف من 4 بروتينات، في حين أن الفيروس الأصلي يتركّب من 5 بروتينات.
ولقد تم صنع لقاح مضاد للفيروس عن طريق فيروس حي Vaccin vivant، وتم تجريبه على الفئران ما أكسبها مناعة لمدة 3 سنوات؛ لكن النتائج لم تكن مرضية عند المواشي التي سجلت عدة عمليات إجهاض، فتم تخفيف الفيروس المستخدم في اللقاح فكانت النتائج أفضل ضد المرض دون تأثيرات جانبية؛ لكن تبقى المشكلة الرئيسية هي تأمين كمية كافية من اللقاح خاصة في المناطق التي يكون بها المرض متوطن.
تم تطوير لقاح معطَّل للاستخدام البشري. غير أن هذا اللقاح غير مرخَّص به وغير متاح على النطاق التجاري. وقد استُخدم هذا اللقاح في المختبر لحماية العاملين البيطريِّـين والمختبريِّـين المعرَّضين بشدة لمخاطر العدوى بالحمى. وهناك لقاحات أخرى قيد البحث.

## الوبائيات
تحدث فاشيات حمى الوادي المتصدع في جميع أنحاء أفريقيا جنوب الصحراء، مع تفشي التي تحدث في أماكن أخرى بشكل غير منتظم. في مصر في 1977-1978، أصيب ما يقدر بنحو 200,000 شخص، وكانت هناك 594 حالة وفاة على الأقل
في كينيا عام 1998، قتل الفيروس أكثر من 400 كيني. وفي سبتمبر عام 2000، تم تأكيد تفشي المرض في السعودية واليمن). في 19 أكتوبر 2011، تم تأكيد حالة من حمى الوادي المتصدع في سيدة وافدة من العرق الأبيض كانت عائدة إلى فرنسا بعد إقامتها لمدة 26 يوماً في مارونديرا في زيمبابوي خلال شهري يوليو وأغسطس، 2011. لكنّها صُنّفت على أنها حالة «غير مؤكدة» لاحقاً'

### وباء 2006-2007 في كينيا والصومال
في نوفمبر 2006 تم تسجيل عدة حالات من حمى الوادي المتصدع في المحافظة الشمالية والمحافظة الساحلية من كينيا، حيث شهدت هذه المناطق عدة فيضانات في الأشهر التي سبقت الوباء، ما يشير إلى أن المناطق الرطبة التي يكثر فيها البعوض هي مناظق أكثر عرضة للانتشار السريع للمرض.
في يناير 2007 توفي ما يزيد عن 775 شخص وتم تسجيل 183 شخص مصاب. بسبب انتشار الوباء، أغلقت أسواق المواشي في المنطقة الشرقية الشمالية، ما أثّر على اقتصاد المنطقة.
انتشر المرض بعد ذلك في ماراغوا وكيرينياجا في المحافظة الوسطى في كينيا
وبتاريخ 23 يناير 2007 ظهر المرض في العاصمة الكينية نيروبي، وقد سجلت عدة شركات خسائر معتبرة بعد العزوف عن شراء لحومٍ اعتُقد أنها مسؤولة عن انتشار المرض.
وصل الوباء في 20 يناير 2007 إلى الصومال وتسبب بمقتل 14 شخصٍ في منطقة جوبا السفلى.
في الفترة من ديسمبر 2006 إلى يناير 2007، نظّم نشطاء دوليون في الصحة من تايوان عدة فعاليات لتكوين طاقم طبي مساعد لدعم الجهود في كينيا وزوّد بأخصائيين وخبراء. كما أقيمت مراكز لمكافحة الأمراض والوقاية منها وتجهيزها بالمستلزمات للقضاء على البعوض مثلاً. وحذت حذوها الولايات المتحدة الأمريكية بارسال خبراء إلى كينيا. في 14 مارس 2007 أعلنت الحكومة الكينية أنه تم إنفاق 2,5 مليون دولار لإقامة مراكز للتلقيح؛ تضاءلت حالات الإصابة بفيروس RVF بشكل ملفت وتم إلغاء حظر حركة المواشي في المناطق المصابة.
حتى 2 نوفمبر 2007، سجّلت 125 حالة في السودان منها 60 وفاة، شملت عدة مناطق محلية كالنيل الأبيض وولاية سنار وولاية الجزيرة. كانت معظم الحالات من الذكور البالغين الشباب.

### وباء 2010 في جنوب أفريقيا
حتى 8 نيسان (إبريل) 2010، سجّلت وزارة الصحة في جنوب أفريقيا 87 حالة إصابة بشرية بمرض حمى الوادي المتصدّع، حدثت وفاتان في ولايتي الكيب الشرقية والكيب الشمالية. أشارت التقارير إلى أن معظم هذه الحالات كانت بسبب الاتصال المباشر مع الحيوانات المصابة بفيروس RVFV أو جرّاء العمل في مزارع سجلّت فيها حالات إصابة مواشي مؤكّدة بفيروس RVF. كان من بين الإصابات مزارعين وأطباء بيطريين وعمال مزارع. أجرى فحوصات المصابين وأكدها المعهد الوطني للأمراض المعدية في جوهانسبرغ.
يمكن لعدة أنواع مختلفة من البعوض أن تنقل فيروس حمى الوادي المتصدِّع. ويختلف النوع الرئيسي الناقل للفيروس من منطقة إلى أخرى، كما يمكن لأنواع مختلفة أن تؤدِّي أدواراً مختلفة في استمرار عملية انتقال الفيروس.
ينتشر الفيروس بين الحيوانات أساساً عن طريق لدغة البعوض المصابة، ولاسيَّما جنس البعوض الزاعج الذي يصاب بالفيروس عن طريق التغذي على دم الحيوانات المصابة. كما يمكن لأنثى البعوض أن تنقل الفيروس مباشرة إلى نسلها عن طريق البيض، فتأتي أجيال جديدة من البعوض المصاب. وهذا يفسِّر التواجد المستمر لفيروس حمى الوادي المتصدِّع في البؤر التي تتوطنها الحيوانات، حيث تتوافر للفيروسات آلية مستديمة للبقاء، إذ يمكن لبيض هذا البعوض أن يعيش عدة سنوات في الظروف الجافة. وفي أوقات الأمطار الغزيرة، عادةً ما تنغمر أماكن وجود اليرقات بالماء، مما يتيح فقس البيض وتزايد البعوض بشكل سريع، فينتشر الفيروس إلى الحيوانات التي يتغذى البعوض على دمائها.
من الممكن أيضاً أن تنتشر الأوبئة الحيوانية والأوبئة البشرية المقتـرنة بها إلى مناطق لم تسبق إصابتها. وقد حدث ذلك عندما أدخلتْ الحيواناتُ المصابةُ الفيروسات إلى مناطق توجد بها النواقل وتمثِّل قلقاً خاصاً. فعندما يتغذى بعوض الزاعجة aedes غير المصاب وغيره من أنواع البعوض على دماء الحيوانات المصابة، من الممكن أن تتسع دائرة أي فاشية صغيرة وبسرعة عن طريق انتقال الفيروس إلى حيوانات أخرى يتغذى البعوض على دمائها بعد ذلك.

## الوقاية

### مكافحة الحمى في الحيوانات
يمكن اتِّقاء فاشيات حمى الوادي المتصدِّع بين الحيوانات عن طريق تنفيذ برنامج مستمر لتطعيم الحيوانات. وقد تم تطوير لقاحات من الفيروس الحيّ الموهَّن والمعدَّل ومن الفيروس المعطَّل، وذلك للأغراض البيطرية. ويمكن لجرعة واحدة فقط من اللقاح الحي أن تمنح مناعة طويلة الأجل، ولكن من الممكن أن يؤدِّي اللقاح المستخدم حالياً إلى إجهاض تلقائي إذا أُعطي للحيوانات الحوامل. أما لقاح الفيروس المعطَّل فلا يؤدِّي إلى هذا التأثير الجانبي، ولكن يحتاج الأمر إلى عدة جرعات لتوفير الحماية، وهذا أمر لا يمكن تأكيده في المناطق الموطونة.
في أثناء حملات التطعيم الجموعي للحيوانات، قد ينقل العاملون في صحة الحيوان الفيروس، عن غير قصد، إلى الحيوانات بسبب استخدامهم للقنينة المتعدِّدة الجرعات وإعادة استخدام الإبر والمحاقن. فإن كان بعض الحيوانات في القطيع مصابين بالعدوى ويوجد الفيروس في دمائه (برغم عدم ظهور علامات واضحة على المرضى)، فسوف ينتقل الفيروس بين القطيع، وسوف تتضخم الفاشية.
قد يكون حظر أو تقيـيد حركة انتقال حيوانات المزارع فعَّالاً في إبطاء عملية انتشار الفيروس من المناطق المصابة إلى غير المصابة.
نظراً لأن فاشيات حمى الوادي المتصدِّع بين الحيوانات تسبق وقوع الحالات البشرية، فمن الضروري إنشاء نظام فعَّال لتـرصُّد صحة الحيوانات لاكتشاف الحالات الجديدة، بغرض تقديم الإنذار المبكر للسلطات المعنية بالصحة البيطرية والصحة العمومية للبشر.

#### التثقيف بالصحة العمومية
في أثناء فاشية لحمى الوادي المتصدِّع، تم كشف أن التماس الوثيق مع الحيوانات، ولاسيَّما مع سوائل جسمها، سواء بشكل مباشر أم من خلال الضبائب aerosols، على أنها أهم عوامل الخطر المرتبطة بالعدوى بفيروس الحمى. وفي غياب المعالجة النوعية واللقاح البشري الفعَّال، يُعتبر إذْكاء الوعي بعوامل خطر العدوى بالحمى، والتدابير الوقائية التي يمكن للأفراد اتِّخاذها لاتِّقاء لدغات البعوض، هو الطريق الوحيد للحد من الوفيات والعدوى البشرية.
ينبغي أن تركِّز رسائل الصحة العمومية الرامية إلى الحد من المخاطر على ما يلي:
الحد من خطر الانتقال من الحيوان إلى الإنسان، نتيجة للممارسات غير المأمونة في الذبح وتربية الحيوانات. فينبغي ارتداء القفازات وغيرها من الملابس الواقية المناسبة، مع توخي الحذر أثناء لمس الحيوانات المريضة أو أنسجتها، أو أثناء ذبح الحيوانات.
الحد من مخاطر انتقال العدوى من الحيوانات إلى الإنسان بسبب الاستهلاك غير المأمون للدم الطازج، أو اللبن الخام، أو نسج الحيوانات. وفي المناطق التي تنتشر بها أوبئة حيوانية ينبغي طبخ جميع المنتجات الحيوانية (اللبن واللحم واللبن) طبخاً جيداً قبل استهلاكها.
أهمية حماية الأفراد والمجتمع من لدغات البعوض، باستعمال الناموسيات المشبَّعة بمبيدات الحشرات، واستعمال طاردات البعوض الشخصية إن وُجدت، وارتداء الملابس الفاتحة الألوان (قميص طويل الأكمام وبناطيل)، وتجنُّب الأنشطة التي تؤدَّى خارج المنازل في أوقات ذروة نشاط البعوض الناقل للمرض.

##### مكافحة العدوى في مرافق الرعاية الصحية
برغم عدم ثبوت انتقال الحمى من البشر إلى البشر، لايزال هناك خطر نظري من انتقال الفيروس من المرضى المصابين إلى العاملين في الرعاية الصحية، عن طريق لمس الأنسجة المصابة أو الدم المصاب. ويجب على العاملين الصحيِّـين الذين يتولون رعاية المرضى المشتبه بإصابتهم بالحمى أو المؤكَّدة إصابتهم بها أن ينفذوا الاحتياطات العادية عند التعامل مع العينات المأخوذة من المرضى.
تحدِّد الاحتياطات العادية ممارسات العمل المطلوبة لضمان المحافظة على مستوى أساسي من مكافحة العدوى. ويُوصى بمراعاة الاحتياطات العادية في رعاية ومعالجة جميع المرضى، سواءً أكانت حالتهم مؤكَّدة أم مشتبهاً بها. وتغطي الاحتياطات العادية تداول الدم (بما فيه الدم المجفف)، وجميع سوائل الجسم ومفرزاته ومفرغاته الأخرى (باستثناء العَرَق)، بغض النظر عن احتوائها على دم مرئي أم لا، كما تغطي هذه الاحتياطات التاس مع الجلد والأغشية المخاطية غير السليمة.
كما ذكر، يتعرض أيضاً العاملون في المختبرات للمخاطر. ولذلك فإن العينات المأخوذة من الأشخاص المشتبه بإصابتهم بالحمى، ومن الحيوانات المصابة بها للتشخيص، ينبغي أن يتعامل معها عاملون مدربون، وأن تُفحص في مختبرات مجهزة بالمعدات المناسبة.

## التنبؤ بحمى الوادي المتصدِّع والنماذج المناخية
من شأن رصد الأحوال الجوية أن يتوقَّع الظروف المناخية التي تقتـرن عادة بزيادة مخاطر الفاشيات، وأن يُسهم في تحسين سُبُل مكافحة المرض. وفي أفريقيا والمملكة العربية السعودية واليمن تقتـرن فاشيات الحمى اقتـراناً وثيقاً بفتـرات زيادة الأمطار، عن طريق الصور المرسلة بالأقمار الصناعية أو بالاستشعار عن بُعد. كما تقتـرن فاشيات الحمى في شرق أفريقيا اقتـراناً وثيقاً بالأمطار الغزيرة التي تهطل في المرحلة الدافئة لظاهرة تيار النينيو والتذبذب الجنوبي.
أتاحت هذه النتائج الإعداد الناجح لنماذج التنبؤ ونُظُم الإنذار المبكر بحمى الوادي المتصدِّع، باستخدام التصوير بالأقمار الصناعية وبيانات التنبؤ بالطقس والمناخ. ويمكن استخدام نُظُم الإنذار المبكر، كهذه النُظُم، لاكتشاف حالات الإصابة الحيوانية في مرحلة مبكرة للفاشية، مما يمكِّن السلطات من تنفيذ تدابير لتجنُّب أي أوبئة وشيكة.
في إطار اللوائح الصحية الدولية الجديدة (2005)، يُعتبر توقُّع فاشيات الحمى والإنذار المبكر بها، والتقيـيم الشامل لمخاطر انتشارها إلى مناطق جديدة، ضرورياً لتنفيذ تدابير المكافحة الفعَّالة وفي الوقت المناسب.

## فيروس RVF سلاح بيولوجي
كانت حمى الوادي المتصدع إحدى أكثر العوامل الحيوية الإثني عشر التي أجرت عليها الولايات المتحدة أبحاثاً قبل أن تعلّق برنامجها للأسلحة البيولوجية عام 1969 بسبب تهديدات بوجود قنابل محتملة قد تسبب حالة من الذعر في الولايات المتحدة.</ref>

## وصلات خارجية
- CDC RVF Information Page
- Rift Valley Fever disease card at OIE
- "Rift Valley fever". Fact sheet N°207. World Health Organization. مايو 2010. مؤرشف من الأصل في 2012-02-02. اطلع عليه بتاريخ 2014-03-21.
- "Rift Valley fever virus". NCBI Taxonomy Browser. 11588. مؤرشف من الأصل في 2019-12-18.